# Swedish Ladies Ystad 2013
Lo Swedish Ladies Ystad 2013 è stato un torneo di tennis facente parte della categoria ITF Women's Circuit nell'ambito dell'ITF Women's Circuit 2013. Il torneo si è giocato a Ystad in Svezia dal 17 al 23 giugno 2013 su campi in terra rossa e aveva un montepremi di $25,000.

## Vincitrici

### Singolare
Danka Kovinić ha battuto in finale  Melanie Klaffner con il punteggio di 6–3, 6–3

### Doppio
Kristina Barrois /  Lina Stančiūtė hanno battuto in finale  Monique Adamczak /  Pemra Özgen con il punteggio di 6–4, 7–5